# Musik i 2012
Musik i 2012 er en oversigt over udgivelser, begivenheder, fødte og afdøde personer med tilknytning til musik i 2012.

## Begivenheder
- 21. januar - Soluna Samay vinder Dansk Melodi Grand Prix med sangen "Should've Known Better".
- 26. maj - Finalen i Eurovision Song Contest afvikles i Baku, Aserbajdsjan, og Loreen vinder konkurrencen for Sverige med sangen "Euphoria".
- 26. juni – 3. juli - Roskilde Festival afholdes med blandt andre Arctic Monkeys, Iron Maiden, Kings of Leon og P.J. Harvey på programmet.
- 8. - 12. august - Smukfest afholdes med blandt andre Bryan Adams, Blur, Ice Cube og David Guetta på programmet.[1]

## Dødsfald
| Måned     | Dag | Navn                     | Nationalitet | Beskæftigelse                          | Fødselsår |
| --------- | --- | ------------------------ | ------------ | -------------------------------------- | --------- |
| Februar   | 11. | Whitney Houston          | USA          | sanger                                 | 1963      |
| Februar   | 14. | Dory Previn              | USA          | tekstforfatter og sanger               | 1925      |
| Februar   | 29. | Davy Jones               | England      | sanger i The Monkees                   | 1945      |
| April     | 19. | Levon Helm               | USA          | trommeslager i The Band                | 1940      |
| Maj       | 13. | John Winther             | Danmark      | pianist og operadirektør               | 1933      |
| Maj       | 17. | Donna Summer             | Danmark      | sanger                                 | 1948      |
| Maj       | 18. | Dietrich Fischer-Dieskau | Tyskland     | operasanger                            | 1925      |
| Maj       | 20. | Robin Gibb               | England      | sanger/sangskriver i The Bee Gees      | 1949      |
| Maj       | 29. | Doc Watson               | USA          | bluegrassmusiker og -sanger            | 1923      |
| Juni      | 4.  | Eduard Khil              | Rusland      | sanger                                 | 1934      |
| Juni      | 7.  | Bob Welch                | USA          | Musiker                                | 1946      |
| Juli      | 16. | Jon Lord                 | England      | rockmusiker i Deep Purple              | 1941      |
| September | 1.  | Hal David                | USA          | sangskriver                            | 1921      |
| September | 25. | Andy Williams            | USA          | sanger                                 | 1927      |
| Oktober   | 8.  | John Tchicai             | Danmark      | saxofonist, komponist og orkesterleder | 1936      |
| Oktober   | 12. | Erik Moseholm            | Danmark      | bassist og komponist                   | 1930      |
| Oktober   | 27. | Hans Werner Henze        | Tyskland     | komponist                              | 192       |
| November  | 1.  | Mitch Lucker             | USA          | sanger                                 | 1964      |
| November  | 5.  | Elliott Carter           | USA          | komponist                              | 1908      |
| December  | 5.  | Dave Brubeck             | USA          | musiker og komponist                   | 1920      |
| December  | 11. | Ravi Shankar             | Indien       | sitarspiller og komponist              | 1920      |

## Album udgivet i året
Musikalbum fra 2012
| Artist         | Album                         | Kommentar                             |
| -------------- | ----------------------------- | ------------------------------------- |
| Justin Bieber  | Believe                       |                                       |
| Tina Dickow    | Where Do You Go to Disappear? |                                       |
| Shaka Loveless | Shaka Loveless                | Hans debutalbum                       |
| Madonna        | MDNA                          |                                       |
| Medina         | Forever                       |                                       |
| Mumford & Sons | Babel                         |                                       |
| Nicky Minaj    | Pink Friday: Roman Reloaded   |                                       |
| Nephew         | Hjertestarter                 |                                       |
| Katy Perry     | Teenage Dream                 |                                       |
| One Direction  | Take Me Home                  |                                       |
| Outlandish     | Warrior // Worrier            | Sidste album fra gruppen              |
| Lana Del Rey   | Born to Die                   |                                       |
| Emeli Sandé    | Our Version of Events         | Bedst sælgende album i Storbritannien |